# Goździeniec różowy

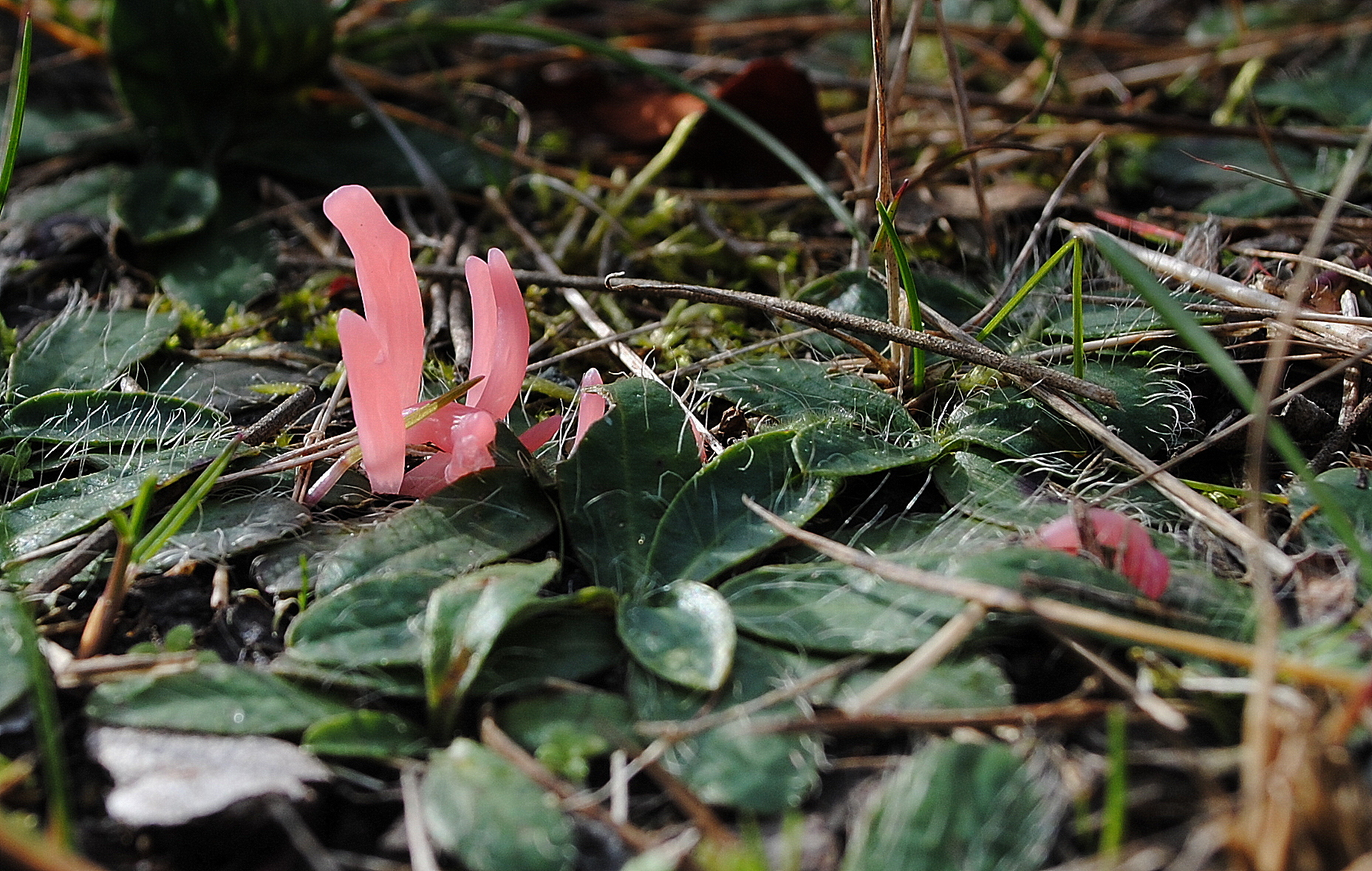
Grupa owocników Clavaria rosea

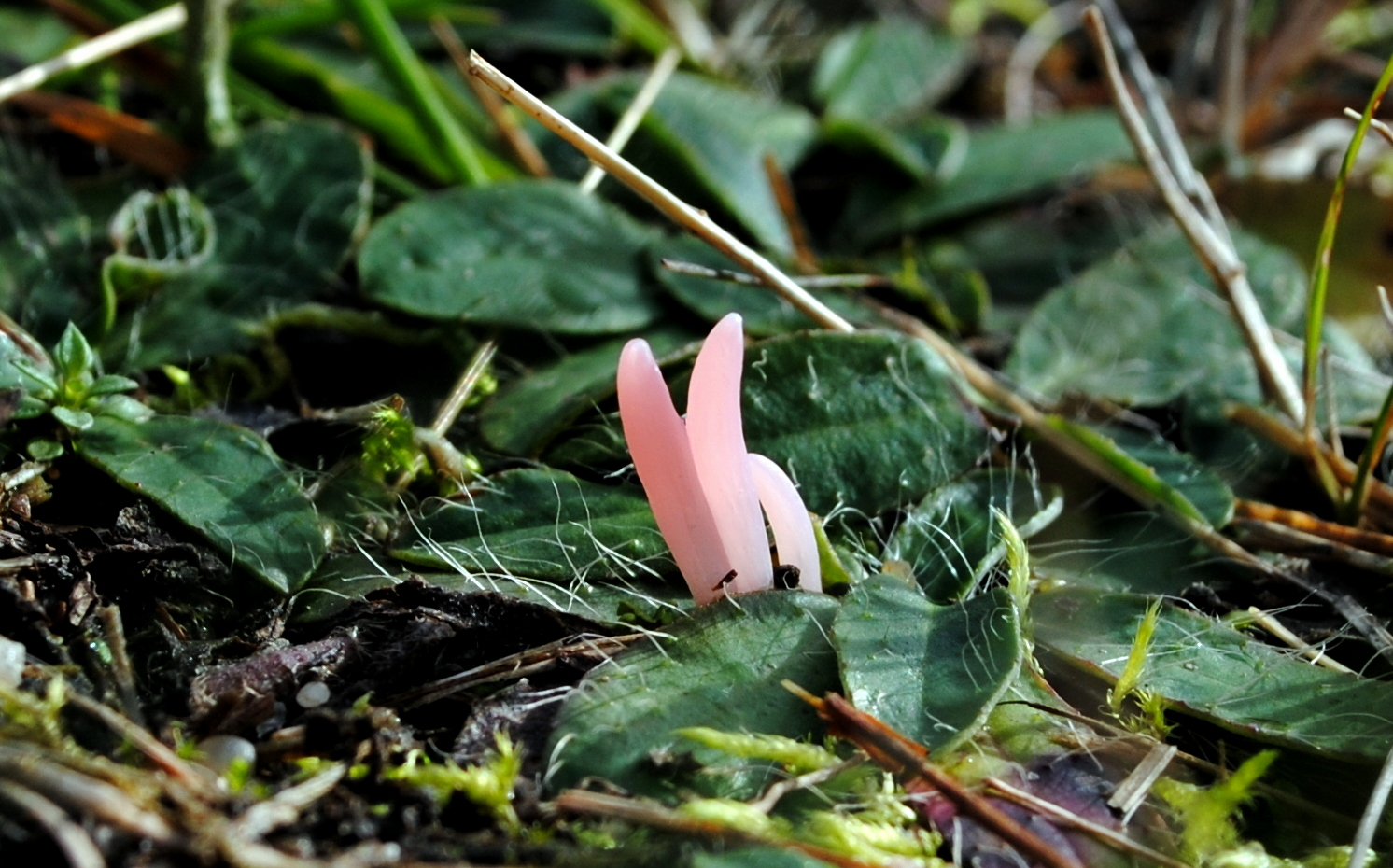
Młode owocniki o jaśniejszej barwie

Goździeniec różowy (Clavaria rosea Dalman) – gatunek grzybów podstawkowych (Basidiomycota) należący do rodziny goździeńcowatych (Clavariaceae).

## Systematyka i nazewnictwo
Pozycja w klasyfikacji według Index Fungorum: Clavaria, Clavariaceae, Agaricales, Agaricomycetidae, Agaricomycetes, Agaricomycotina, Basidiomycota, Fungi.
Takson po raz pierwszy został poprawnie sklasyfikowany i opisany w 1811 roku przez szwedzkiego lekarza i przyrodnika Johana Wilhelma Dalmana.
Polską nazwę zaproponowali Beata Bilska–Zaleska i Marek Zaleski w 2018 roku, jako pierwsi, którzy rok wcześniej znaleźli i udokumentowali stanowisko tego gatunku w Polsce. Uznali, że proste tłumaczenie nazwy łacińskiej Clavaria rosea najlepiej oddaje makroskopowe cechy owocników. Następnie w roku 2025 została ona zarekomendowana przez Komisję ds. Polskiego Nazewnictwa Grzybów Polskiego Towarzystwa Mykologicznego. 

## Morfologia
Owocnik
Pojedynczy ma postać cylindrycznej pałeczki rozszerzającej się ku wierzchołkowi, o wysokości 2–6 cm i grubości 1–5 mm. Pałeczki są nierozgałęzione, początkowo podobne do maczugi, następnie stają bardziej wrzecionowate. Mogą mieć różną grubość, tak że z jednej kępki mogą wyrastać pałeczki smukłe do dość grubych. W przekroju początkowo okrągłe, z wiekiem robią się spłaszczone, o gładkiej powierzchni. Wierzchołki szpiczaste za młodu, następnie zaokrąglone lub tępo zakończone.
Owocniki w kolorze jasnoróżowym, różowym, amarantowym, a nawet purpurowym zazwyczaj z jaśniejszą podstawą. Wierzchołek z wiekiem staje się odbarwiony i ma tendencję do żółknięcia. Wyrastają pojedynczo lub w niewielkich grupach tworzących kępki.
Miąższ
Jasny, białoróżowy, kruchy. Smak łagodny. Zapach świeżych owocników lekko ziołowy, przyjemny, a po wysuszeniu przypominający aromatyzowany tytoń.
Wysyp zarodników
Biały. Zarodniki o rozmiarach 5−8 × 2,5−3,5 μm, gładkie, pestkowate, szkliste, nieamyloidalne.
Cechy mikroskopowe
Podstawki wydłużone, w kształcie maczugi, 4−sterygmowa. Cystydy wydłużone, robakowate z ziarnistą zawartością. Sprzążek brak.

## Występowanie i siedlisko
Gatunek rozpowszechniony głównie w Ameryce Północnej i Europie, lecz wszędzie tam uważany jest za rzadki. W Polsce, w 2018 roku, znalezione zostało pierwsze stanowisko tego gatunku, zlokalizowane kilka kilometrów od miejscowości Borne Sulinowo (woj. zachodniopomorskie, powiat szczecinecki)
Rośnie na ziemi, na glebie wapiennej, zwykle wśród traw na pastwiskach, otwartych siedliskach trawiastych z niskimi murawami, w lasach mieszanych wśród traw i mchów, ale również w lasach świerkowych i czasem na użytkach zielonych. Owocniki pojawiają się od lata do jesieni.

## Znaczenie
Saprotrof. Grzyb jadalny, lecz bez wartości konsumpcyjnej z uwagi na niezwykłą rzadkość występowania. Z tego powodu zasługuje na szczególną ochronę i nie powinien być zbierany.